# Треугольник II
Треугольник II (Tri II, Laevens 2) — карликовая галактика, расположенная вблизи Млечного Пути. Содержит всего около 1000 звезд, однако является достаточно массивной: отношение масса-светимость равно 3600, что необычайно много для настолько маленькой галактики.
Расстояние от центра Млечного Пути до Tri II составляет около 30 кпк (98 тыс. св. лет). Светимость в 450 раз превышает солнечную, таким образом, данная галактика является одной из наименее ярких. Эффективный радиус составляет 34 пк (110 св. лет). Данная галактика была обнаружена Бенджамином П. М. Лэвенсом (англ. Benjamin P. M. Laevens) на снимках в рамках обзора Pan-STARRS.